# Sclaters bosvalk
De Sclaters bosvalk (Micrastur plumbeus) is een roofvogel uit de familie van de Falconidae (Valkachtigen). De naam verwijst naar de Britse ornitholoog William Lutley Sclater, die deze vogel in 1918 geldig heeft beschreven.

## Kenmerken
Deze roofvogel is 31 tot 36 centimeter lang. Van boven is de vogel donkergrijs en de borst en buik zijn fijn, horizontaal gestreept. Kenmerkend is een lichte horizontale band over de donkergrijze staart en een donkergele, bijna oranje, washuid rond het oog.

## Verspreiding en leefgebied
Deze soort komt voor in zuidwestelijk Colombia en noordwestelijk Ecuador.

## Status
De grootte van de populatie is in 2007 geschat op 6000-15.000 volwassen vogels en aangenomen wordt dat dit aantal snel daalt door verlies aan geschikt habitat. Op de Rode lijst van de IUCN heeft deze soort daarom de status kwetsbaar.